# 2015年2月

## 2月3日
- 伊斯蘭國發佈燒死被俘約旦空軍機師卡萨斯贝的視頻。[1]
- 乍得政府稱乍得军在沿喀麦隆－尼日利亚边境的戰鬥中，打死了200多名博科圣地武裝分子。[2]

## 2月4日
- 台灣上午10點55分，復興航空GE235班機，由台北松山機場飛往金門尚義機場，疑因動力不足，飛經新北市汐止區時失聯。經通報航機撞擊建築物迫降墜毀於基隆河。機上58人，目前已確定43人死亡17人受傷。[3]

## 2月5日
- 广东惠东商品城发生火灾，已造成17人遇难[4]。

## 2月6日
- 博科圣地针对尼日尔的的城市博索及迪法进行突击，最终以失败告终。[5]

## 2月8日
- 本年度第二號颱風無花果（Higos，西班牙文原意為無花果）於今日生成。
- 2015年非洲國家盃冠軍戰象牙海岸於點球大戰以9比8擊敗迦納奪得冠軍。[6]
- 保羅·高更的畫作《你何時結婚？》以3億美元價格成交，刷新紀錄成為世界上最昂貴的畫作。[7]

## 2月9日
- 2015年果敢军事冲突
  - 缅甸政府军与缅甸民族民主同盟军爆发冲突，大量难民涌入中方边境寻求帮助[8]。

## 2月11日
- 高雄市大寮區高雄第一監獄發生劫獄事件[9]，六名受刑人飲彈自盡，人質無恙[10]。

## 2月14日
- 2015年哥本哈根连环枪击案
  - 丹麦哥本哈根爆发连环枪击案，一咖啡馆和一犹太教堂受袭，2死5伤，动机疑与查理周刊总部枪击案的纪念活动有关[11]。
- 菲律宾马尼拉大屠杀倖存者成立的“铭记马尼拉1945基金会”举办馬尼拉戰役70周年纪念活动，要求日本政府承认第二次世界大戰期间日军暴行並正式道歉，不要篡改历史[12]。

## 2月15日
- 第65届柏林影展
  - 第65届柏林影展举行颁奖典礼，伊朗导演贾法·帕纳西作品《出租车》获得金熊奖[13]。

## 2月17日
- 美国喜剧综艺节目《周六夜现场》举办40周年庆典，娱乐圈众星出席[14]。

## 2月19日
- 日本國立天文台研究團隊從觀察2013年海豚座新星發現，新星爆炸製成了大量鋰元素，這意味著經典新星爆炸可能是宇宙製造鋰元素的主要機制[15]。

## 2月21日
- 迪拜超高层住宅楼迪拜火炬大厦失火，无人伤亡[16]。

## 2月22日
- 第87届奥斯卡金像奖颁奖典礼于洛杉矶好莱坞杜比剧院举行，《鸟人》获得最佳影片，埃迪·雷德梅尼和朱莉安·摩尔凭借电影《万物理论》和《依然爱丽丝》分别赢得最佳男主角和最佳女主角[17]。

## 2月25日
- 2015年全英音乐奖颁奖典礼举行，山姆·史密斯成最大赢家。[18]

## 2月26日
- 韓國憲法法院9位法官以7對2裁決刑法中關於通姦罪的條文違反憲法，即時失效。[19]

## 2月27日
- 俄羅斯反對派政客、前第一副總理鲍里斯·涅姆佐夫在莫斯科街上被槍殺。[20]

## 2月28日
- 伊拉克首都巴格達的伊拉克國家博物館提前於本日重新開放，作為對伊斯蘭國在摩蘇爾大肆破壞古代文物的回應。[21]